# Agathia suzukii
Agathia suzukii là một loài bướm đêm trong họ Geometridae.